# متعدد وجوه نطقي
متعدد الوجوه النُّطُقِيّ (بالإنجليزية: Zonohedron) هو متعدد وجوه محدب متناظر مركزيًا، كل وجه منه مضلع متناظر مركزيًا (مضلع نطقي). يمكن وصف أي متعدد وجوه نطقي على نحوٍ مكافئ على أنه مجموع مينكوفسكي لمجموعة من القطع المستقيمة في الفضاء ثلاثي الأبعاد، أو على أنه إسقاط ثلاثي الأبعاد لمكعب فوقي. تلك المجسمات عَرَّفَهَا ودَرَسَها في الأصل عالم البلورات الروسي يفغراف فيودوروف. بشكل أعم، في أي بُعد، يشكل مجموع مينكوفسكي للقطع المستقيمة متعدد أكناف يُعرف باسم متعدد الأكناف النطقي (بالإنجليزية: Zonotope).

## متعددات الوجوه النطقية من الترتيبات
تطبيق غاوس لأي متعدد وجوه محدب يُقرِن كل وجه من وجوه المضلع بنقطة على كرة الوحدة، يُقرِن كل حافة من حافات المضلع التي تفصل بين زوج من الوجوه بقوس دائرة عظمى يربط بين النقطتين المقابلتين. في حالة متعدد الوجوه النطقي، يمكن تجميع الحافات المحيطة بكل وجه في أزواج من الحافات المتوازية، وعند سحبها باستخدام تطبيق غاوس، يصبح أي زوج من هذا القبيل زوجًا من القِطَع المتجاورة على نفس الدائرة العظمى. وعلى هذا، يمكن تجميع حافات (حروف) متعدد الوجوه النطقية في نُطُق من الحافات المتوازية، والتي تتوافق مع قطع دائرة عظمى مشتركة على تطبيق غاوس، ويمكن النظر إلى الهيكل الأحادي لمتعدد الوجوه النطقي على أنه البيان الثِّنْويّ المستوي لترتيب الدوائر العظمى على الكرة. وعلى العكس من ذلك، يمكن تشكيل أي ترتيب للدوائر العظمى من تطبيق غاوس لمتعدد وجوه نطقي مُولَّد بمتجهات عمودية على المستويات التي تمر عبر الدوائر.

متعدد الأكناف النطقي هو مجموع مينكوفسكي لقطع مستقيمة. تشكل النقاط الست عشرة ذات اللون الأحمر الداكن (على اليمين) مجموع مينكوفسكي للمجموعات الأربع غير المحدبة (على اليسار)، والتي تتكون كل منها من زوج من النقاط الحمراء. تحتوي أغلفتها المحدبة (المظللة بالوردي) على علامات زائد (+): علامة الزائد اليمنى هي مجموع علامات الزائد اليسرى.

أي متعدد وجوه نطقي يتوافق بهذه الطريقة مع ترتيب مُبَسَّطِي، وفي يكون كل وجه على شكل مثلث. تتوافق الترتيبات المبسطية للدوائر العظمى عبر الإسقاط المركزي مع ترتيب المستقيمات المبسطية في المستوي الإسقاطي. توجد ثلاث عائلات لامنتهية معروفة من الترتيبات المبسطية، تؤدي إحداها إلى الموشورات عند تبديلها إلى متعددات وجوه نطقية، في حين تتوافق العائلتان الأخريان مع عائلات لامنتهية إضافية من متعددات الوجوه النطقية البسيطة. توجد أيضًا العديد من الأمثلة المتفرقة التي لا تندرج ضمن هذه العائلات الثلاث.
يترتب على التوافق بين متعددات الوجوه النطقية والترتيبات، ومن مبرهنة سلفستر وغالاي التي تُثبِت (في شكلها الثِّنْوِيّ الإسقاطي) وجود تقاطعات لخطين فقط في أي ترتيب، أن كل متعدد وجوه نطقي له على الأقل زوج واحد من الوجوه المتوازية الأضلاع المتقابلة (تعتبر المربعات والمستطيلات والمعينات في هذا الغرض حالات خاصة من متوازيات الأضلاع). وبشكل أقوى، كل متعدد وجوه نطقي له ستة أوجه متوازية الأضلاع على الأقل، وكل متعدد وجوه نطقي له عدد من الوجوه المتوازية يتناسب طردًا مع عدد مولداته.

## أنواع متعددات الوجوه النطقية
أي موشور على مضلع منتظم ذي عدد زوجي من الأضلاع يشكل متعدد وجوه نطقي. يمكن تشكيل هذه الموشورات بحيث تكون جميع الوجوه منتظمة: وجهان متقابلان يساويان المضلع المنتظم الذي يُشكَّل منه الموشور، وهما متصلان بمتتالية من الوجوه المربعة. متعددات الوجوه النطقية من هذا النوع هي المكعب، والموشور المسدس، والموشور المثمن، والموشور المعشر، والموشور الاثنا عشري، إلخ.
بالإضافة إلى هذه العائلة غير المنتهية من متعددات الوجوه المنتظمة النطقية، توجد ثلاثة مجسمات أرخميدية، جميعها بُتور شاملة للأشكال المنتظمة:
- ثماني الوجوه المبتور [الإنجليزية]، ذو 6 أوجه مربعة و 8 أوجه مسدسة (رباعي الوجوه المبتور شاملًا).
- المجسم المكعبي الثماني المبتور [الإنجليزية]، ذو 12 وجهًا مربعًا و8 أوجه مسدسة و6 أوجه مثمنة (مكعب مبتور شاملًا).
- المجسم الاثنا عشري العشروني المبتور [الإنجليزية]، ذو 30 وجهًا مربعًا و20 أوجه مسدسة و12 أوجه معشرة (اثنا عشري الوجوه المبتور شاملًا).

بالإضافة إلى ذلك، فإن بعض مجسمات كاتلان (ثِنْوِيّات المجسمات الأرخميدية) هي أيضًا متعددات وجوه نطقية:
- اثنا عشري الوجوه المعينية لكبلر، وهو ثنوي المجسم المكعبي الثماني.
- ثلاثوني الوجوه المعينية [الإنجليزية]، هو ثنوي المجسم الاثني عشري العشروني.

أشكال أخرى ذات وجوه معينية متطابقة:
- اثنا عشري وجوه بيلنسكي [الإنجليزية].
- عشروني الوجوه المعينية [الإنجليزية].
- معيني الوجوه.

يوجد عدد لا حصر له من متعددات الوجوه المعينية النطقية التي ليست كلها متطابقة مع بعضها البعض. وهي تشمل:
- تسعوني الوجوه المعينية [الإنجليزية].